# Châteauredon
Châteauredon ist eine südfranzösische Gemeinde mit 74 Einwohnern (Stand 1. Januar 2022) im Département Alpes-de-Haute-Provence in der Region Provence-Alpes-Côte d’Azur. Sie gehört zum Arrondissement Digne-les-Bains und zum Kanton Riez. Die Bewohner nennen sich Châteauredonnais.
Die Gemeinde grenzt im Norden an Digne-les-Bains, im Osten an Entrages, im Süden an Beynes, im Südwesten an Mézel und im Nordwesten an Le Chaffaut-Saint-Jurson. 

## Weblinks

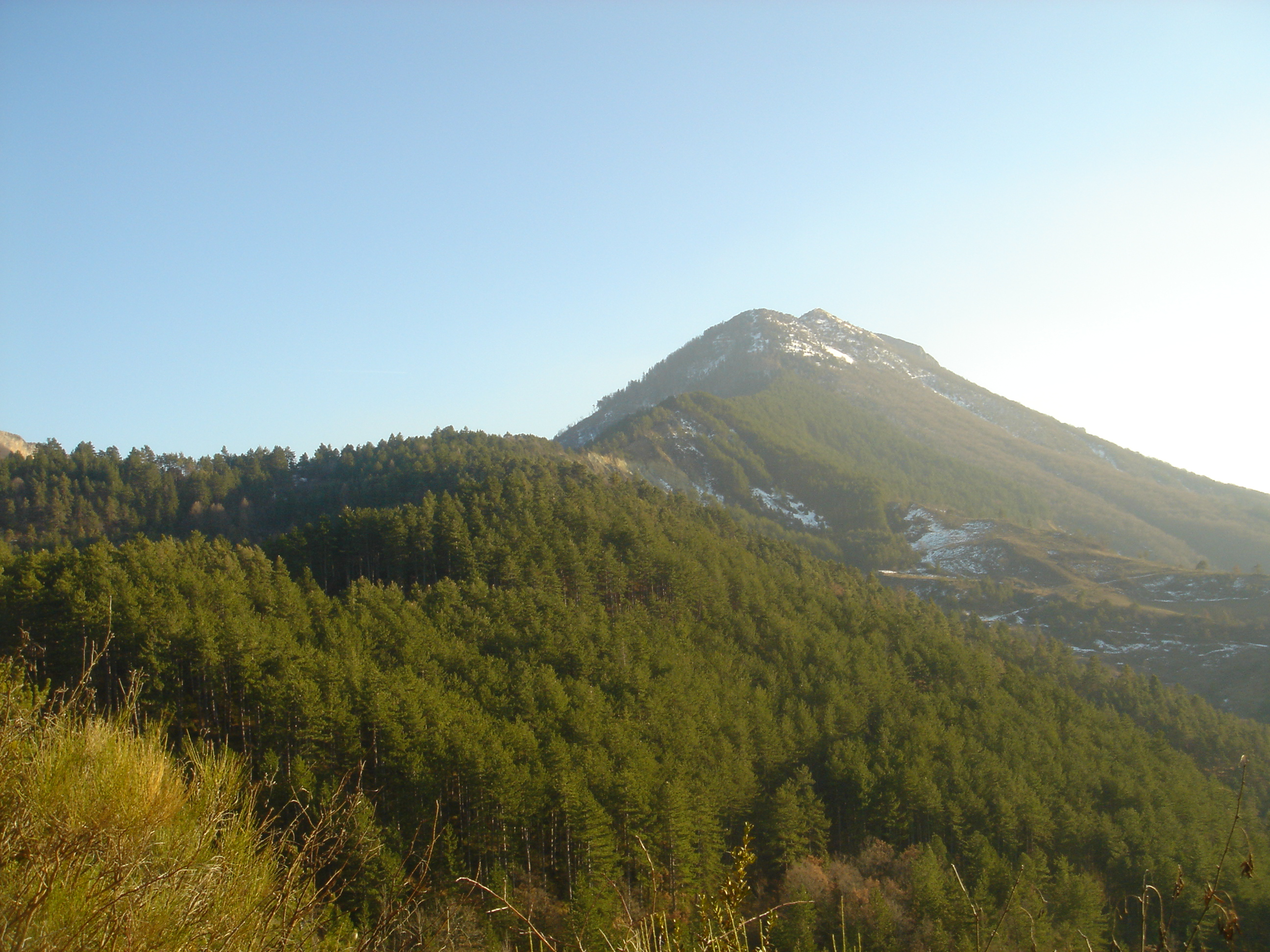
1516 m hoher Berg Cousson
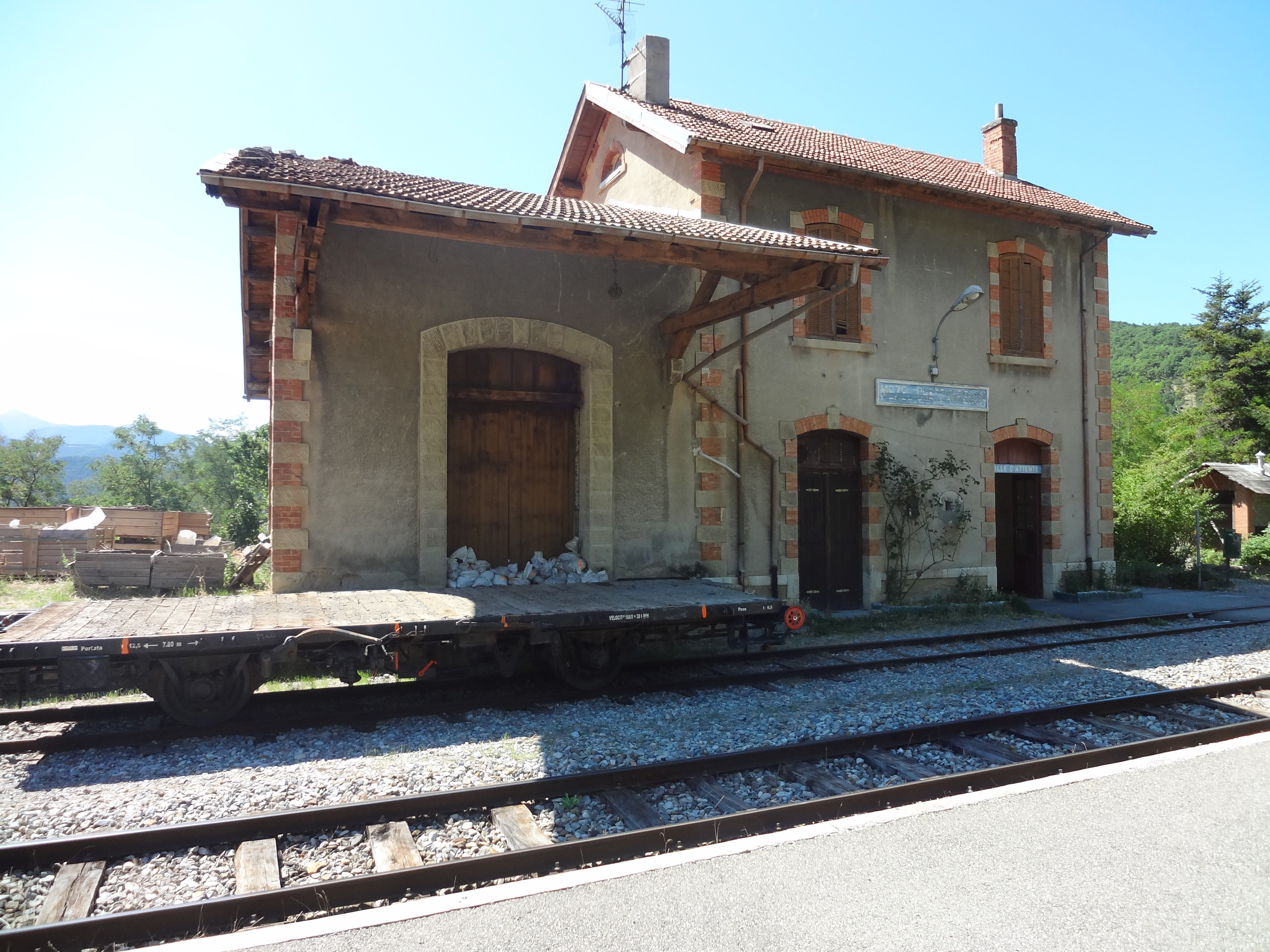
Bahnhof Mézel-Châteauredon der Bahnstrecke Nizza–Digne-les-Bains

## Bevölkerungsentwicklung
| Jahr      | 1962 | 1968 | 1975 | 1982 | 1990 | 1999 | 2008 | 2012 |
| --------- | ---- | ---- | ---- | ---- | ---- | ---- | ---- | ---- |
| Einwohner | 34   | 40   | 40   | 56   | 67   | 96   | 97   | 81   |